# 科拉德山
72°38′S 31°7′E / 72.633°S 31.117°E
科拉德山是南極洲的山峰，位於東部南極洲的毛德皇后地，海拔高度2,350米，屬於比利時山脈的一部分，該山峰在1957至1958年間由比利時探險隊發現，現時受南極條約體系管理。